# Exogoninae
Exogoninae é uma subfamília de anelídeos poliquetas silídeos que engloba 9 gêneros. Indivíduos dessa subfamília podem ser identificados por possuírem palpos totalmente fundidos ou pelo menos até o meio do comprimento, antenas e cirros curtos (às vezes papiliformes), chocarem ovos dorsalmente em notochaetas capilares ou ventralmente ligados a poros nefridiais.

## Gêneros
Os gêneros da subfamília estão representados na tabela abaixo:
| Brania           |
| Cicese           |
| Erinaceusyllis   |
| Exogone          |
| Parapionosyllis  |
| Parexogone       |
| Prosphaerosyllis |
| Salvatoria       |
| Sphaerosyllis    |